# Das kleine Gespenst (1992)
Das kleine Gespenst ist ein deutscher Zeichentrickfilm aus dem Jahr 1992. Die Animationsproduktion basiert auf dem Kinderbuch Das kleine Gespenst von Otfried Preußler. In Deutschland war die Filmpremiere am 29. Oktober 1992.

## Handlung
Das kleine Gespenst lebt mit seinem besten Freund, dem Uhu, auf der Burg Eulenstein. Sein sehnlichster Wunsch ist, die Welt bei Tageslicht zu sehen. Eines Tages, als das kleine Gespenst aufwacht, merkt es, dass es tatsächlich nicht Nacht, sondern heller Tag ist. Begeistert erkundet es die Welt bei Tageslicht und freut sich über die bunten Farben. Da es sich aber durch einen Sonnenstrahl schwarz verfärbt hat, haben die Menschen vor dem kleinen Gespenst Angst und es stiftet dadurch jede Menge Unheil. Als das kleine Gespenst auch noch das historische Fest der Belagerung der Stadt durch die Schweden in ein Chaos verwandelt, weil es dachte, dass General Torstenson, den es seinerzeit vertrieben hatte, zurückgekehrt sei, helfen ihm der Uhu und drei Kinder. Sie bitten den Uhrmachermeister, dass er die falsch gestellte Rathausuhr, nach deren Gang das Gespenst gehorchen muss, von der Mittagszeit auf Mitternacht zu stellen. In der nächsten Nacht wacht das kleine Gespenst tatsächlich auf und kann zum Uhu auf die Burg zurückkehren. Als es dann noch von einem Mondstrahl getroffen wird, stellt es voller Freude fest, dass es sich wieder weiß verfärbt hat.

## Kritiken
„Ein mit seinem ruhigen Erzählfluß und behutsam formulierten "pädagogischen Botschaften" ganz auf die Auffassungsgabe der jüngsten Kinobesucher ausgerichteter Zeichentrickfilm, der jedoch auch diese durch seine unbefriedigende künstlerische Gestaltung enttäuschen dürfte.“

„Kindgerecht niedliche Trickverfilmung von Otfried Preusslers Kinderbuch, deren Animation arg holprig und altbacken wirkt.“

„Nach dem wundervollen Kinderbuch von Otfried Preußler inszenierte der deutsche Zeichentrick-Veteran Curt Linda diesen kindgerechten, witzigen Trickfilm. Das ist tricktechnisch zwar nicht gerade brillant, weiß aber dennoch für kleine Kinder bestens zu unterhalten.“

## Synchronisation
| Rolle                   | Sprecher          |
| ----------------------- | ----------------- |
| Das kleine Gespenst     | Elfriede Kuzmany  |
| Der Uhu                 | Gustl Weishappel  |
| Die Maus                | Eva Kinsky        |
| Der Major               | Niels Clausnitzer |
| Der Kriminalkommissar   | Jürgen Scheller   |
| Der Polizeiwachtmeister | Paul Bürks        |
| General Torstenson      | Herbert Weicker   |
| Der Uhrmacher           | Leo Bardischewski |
| Der Reporter            | Klaus Havenstein  |